# Riềng đuôi nhọn
Riềng đuôi nhọn (danh pháp hai phần: Alpinia macroura) là cây thân thảo thuộc họ Gừng.
Cây ven suối hoặc ven rừng thưa, ra hoa tháng 10 đến tháng 12.
Cây có mặt ở Thái Lan, Lào, Campuchia, Việt Nam (các tỉnh: Lào Cai, Vĩnh Phúc).